# Bjørn Rasmussen
Bjørn Rasmussen, född 10 januari 1983, är en dansk författare. Han har läst dramatikerutbildningen vid Aarhus Teater och examinerades från Forfatterskolen 2011. 2012 fick han Montanas litteraturpris för Huden er det elastiske hylster der omgiver hele legemet, ett pris som ges till ett verk som förnyat sin genre eller framställt verkligheten på ett överraskande vis. 2016 mottog han Europeiska unionens litteraturpris.
Han ges ut på Gyldendal.